# Пиментель, Неллис
Неллис Росио Пиментель Кампусано (исп. Nellys Rocio Pimentel Campusano, род. 1997, Сан-Хуан) — пуэрто-риканская модель и победительница конкурса красоты Мисс Земля 2019, титул присвоен 26 октября 2019.

## Личная жизнь
Пиментель родилась и выросла в Сан-Хуане, Пуэрто-Рико, её родители родом из Доминиканской Республики. Она студентка факультета маркетинга и психологии, а также модель, имеющая опыт работы в Пуэрто-Рико.

## Победы в конкурсах красоты

### Мисс Земля Пуэрто-Рико 2019
Пиментель победила в конкурсе Мисс Земля Пуэрто-Рико в 2019 году 5 мая 2019 года в Ambassador Theatre. Она также выиграла конкурс мисс Фотогеника. Как мисс Земля Пуэрто-Рико, она участвовала в конкурсе " Мисс Земля 2019 " в Маниле, Филиппины .

### Мисс Земля 2019
Пиментель представляла Пуэрто-Рико на конкурсе "Мисс Земля 2019 " 26 октября 2019 года в бухте Манила в Маниле, Филиппины. В итоге она выиграла титул и получила корону из рук своей предшественницы, вьетнамки Нгуен Фунг Хан.